# Sturmpanzer IV
El Sturmpanzer IV (también conocido como Sturmpanzer 43 o Sd. Kfz. 166) era un vehículo blindado alemán de apoyo a la infantería basado en el chasis del Panzer IV utilizado durante la Segunda Guerra Mundial. Era conocido por los alemanes con el sobrenombre de  Stupa y por los Aliados como Brummbär. El Brummbär entró en servicio a finales de 1942.

## Desarrollo
El Sturmpanzer IV fue un diseño desarrollado a partir del chasis del Panzer IV para proporcionar a la infantería fuego directo de apoyo, especialmente en zonas urbanas. Los vehículos que habían desempeñado ese papel con anterioridad, como el Sturmgeschütz III, habían demostrado no ser idóneos para dicha tarea o mostraban notables carencias para realizarla, por lo que, a principios de 1942, se decidió la fabricación de un vehículo a partir de un diseño nuevo.
El resultado fue el Sturmpanzer IV, que usaba un chasis del Panzer IV con una nueva superestructura fija que alojaba un cañón de 150 mm Sturmhaubitze (StuH) 43 L/12, con una dotación de 38 proyectiles, tanto de alto explosivo como de carga hueca. Debido al gran calibre los proyectiles estaban separados en dos partes: la carga impulsora y la cabeza.
El diseño original del Sturmpanzer IV tenía una serie de fallos que fueron solucionados gradualmente durante el proceso de producción. Los más importantes eran el gran peso y enorme retroceso del cañón StuH 43, que sobrecargaba el chasis del Panzer IV. Además, los primeros vehículos se veían afectados por fallos en la transmisión y falta de potencia motriz.
Otro defecto importante fue la carencia de defensa cercana efectiva. La ausencia de ametralladora hacía fácil el ataque de los equipos anticarro y de la infantería en general. Los primeros Sturmpanzer IV llevaban un subfusil MP40 en su interior, que podía ser disparado a través de portillos laterales.
En octubre de 1943 se decidió que la supestructura del Sturmpanzer IV y el cañón StuH 43 necesitaban ser rediseñados para solucionar estos problemas. Se fabricó una nueva versión más ligera del cañón StuH 43, el StuH 43/1 L/12, que sería utilizada a partir de la segunda serie de producción. A mediados de 1944 se entregó con una nueva superestructura más baja, con un mantelete rediseñado, más ligera y con una ametralladora MG34 en montaje de bola instalada en la parte frontal con 600 cartuchos de dotación.

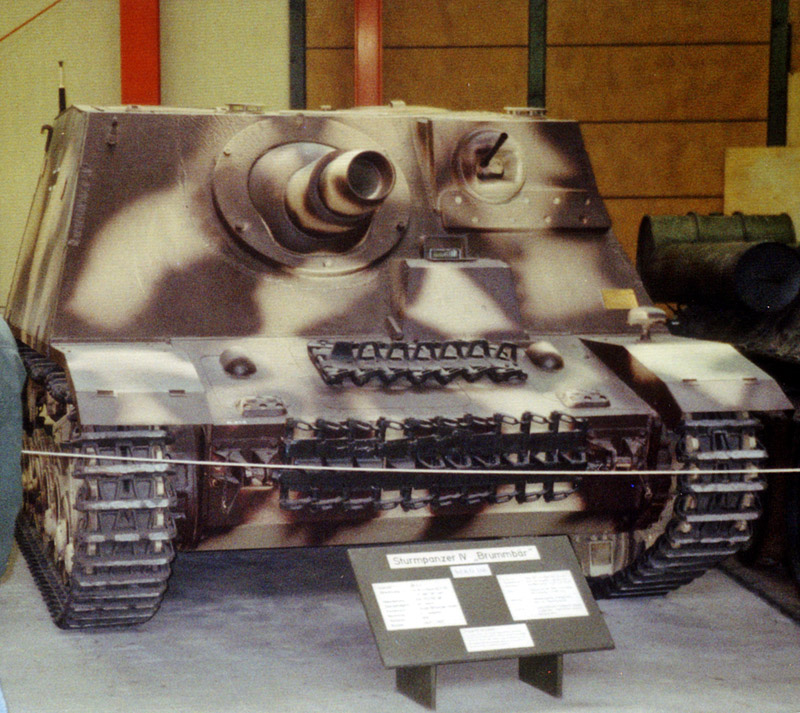
Sturmpanzer IV Brummbär en Munster.

## Producción
La producción comenzó en mayo de 1942 y continuó hasta marzo de 1945. Se construyeron 298 unidades en total en cuatro series. Al principio se utilizaron chasis nuevos de Panzer IV, pero a partir de la segunda serie se utilizaron chasis reconstruidos de Panzer IV Ausf. F, G y H.

## Combate
Los Sturmpanzer IV combatieron en el Frente Oriental, el Frente Occidental e Italia. Tras algunos problemas en los primeros modelos de producción, el Sturmpanzer demostró ser un excelente vehículo de apoyo.

### En español
- Sturmpanzer IV (Sd Kfz 166)
- Sturmpanzer IV Brummbär

#### En inglés
- Sturmpanzer IV Brummbär en Achtung Panzer!
- Sturmpanzer en Panzerworld
- Brummbär, SdKfz 166 en WWII Vehicles

- Datos: Q157466
- Multimedia: Sturmpanzer IV / Q157466